# Ольгинсько-Скаржинське сільськогосподарське училище
Ольгинсько-Скаржинське сільськогосподарське училище — аграрний навчальний заклад Російської імперії, що діяв у селі Мигія Благодатнівської волості Єлизаветградського повіту Херсонської губернії (нині — Первомайський район Миколаївської області) протягом 1890—1920 років.
У 1920 році реорганізоване в Мигіївський сільськогосподарський технікум.

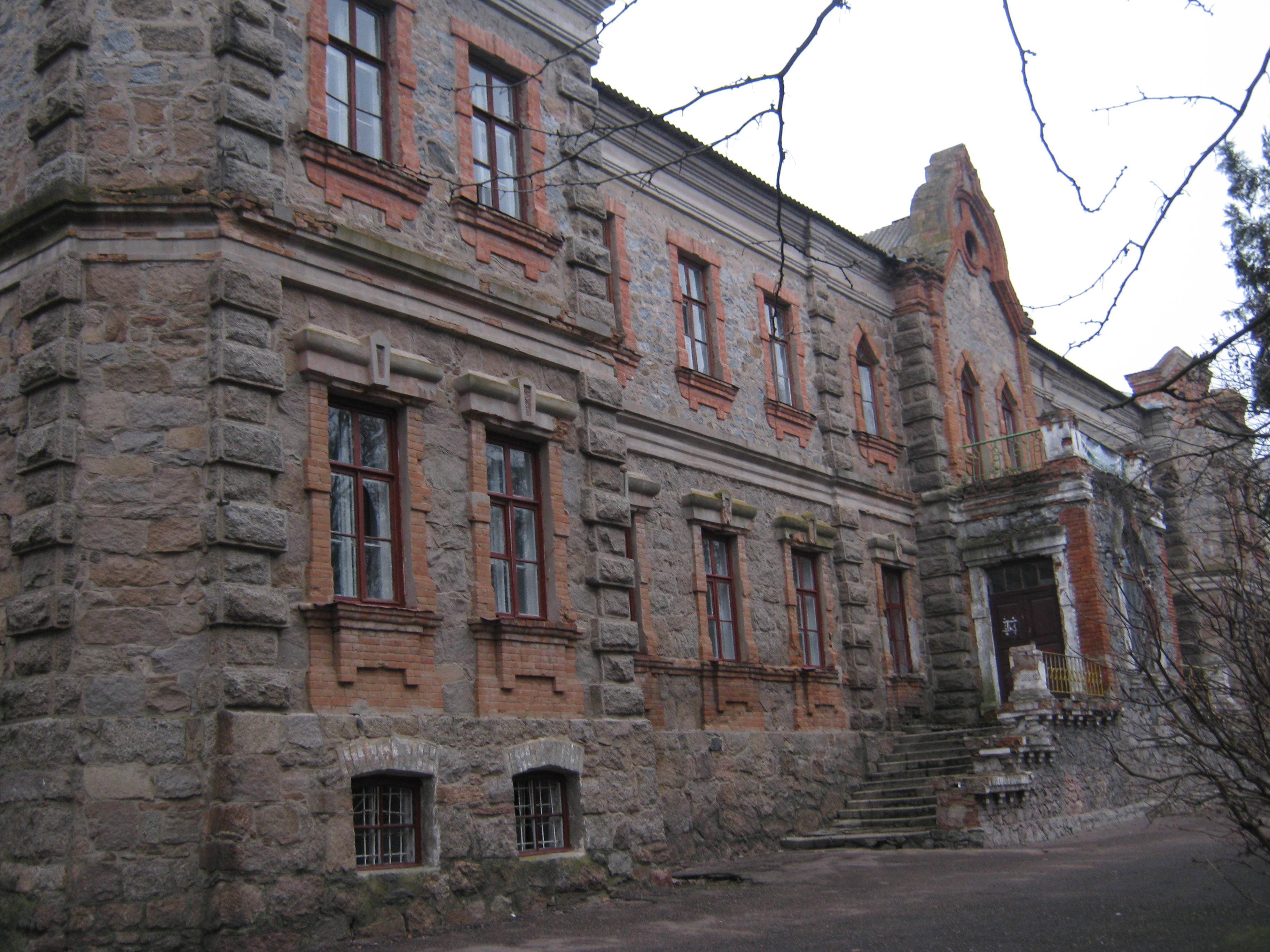
Головний корпус училища (сучасний вигляд).

## Передісторія створення
У 1880-х роках мигіївський землевласник Йосип Скаржинський вирішив увіковічнити пам'ять своєї дружини Ольги, яка померла в пологах, будівництвом лікарні. Оскільки при проектуванні будівлі не були витримані необхідні умови щодо будівництва лікарень, ні скарбниця, ні земство не виявили бажання прийняти її у своє розпорядження. Тоді Й. П. Скаржинський власним коштом вирішив відкрити сільськогосподарську школу.
У центральній частині головного корпусу розмістилась учительська, три навчальних кабінети, перші класи, спальні, гігієнічні і гардеробна кімнати, бібліотека, їдальня. На другому поверсі розташувались квартири фельдшера і економа, аптека, ізолятор і бібліотека. Опалення будівлі здійснювалось за допомогою пічей-голандок, освітлення — газовими лампами, а після будівництва у 1914 році власної ГЕС — електрикою.
Поруч з головним корпусом були також збудовані двоповерховий житловий будинок і кілька виробничих приміщень.

## Діяльність закладу
27 жовтня 1890 року відбулось відкриття Ольгинської сільськогосподарської школи. До 1895 року школа утримувалась коштом Й. П. Скаржинського. Для ведення практичної діяльності ним було виділено для школи 100 десятин сільськогосподарських угідь, необхідна кількість тяглової сили, робоча і товарно-продуктивна худоба, реманент.
У 1895 році Й. П. Скаржинський подарував школу державній скарбниці й вона перейшла у розпорядження Головного управління землеустрою та землеробства, яким було розроблене «Положення про штат Ольгинської вищої сільськогосподарської школи першого розряду». Разом з тим, до 1907 року Й. П. Скаржинський залишався опікуном школи, вирішуючи всі питання, пов'язані з її діяльністю. Згодом була створена спостережна комісія, до складу якої увійшли довколишні землевласники О. Бернс та Є. Швахгейм, а також голова земської управи І. Ковальов.
У 1899 році при школі була створена метрологічна станція, яка за своїм оснащенням відносилась до другого розряду.
У 1904 році школі додатково виділено 500 десятин землі з казенного фонду.
У січні 1913 року Ольгинська сільськогосподарська школа була реорганізована в Ольгинсько-Скаржинське сільськогосподарське училище з додатковим педагогічним класом. На базі педагогічного класу проводились курси з сільського господарства для народних вчителів, які згодом стали постійними.

## Навчання
Навчання в училищі було безкоштовним. Оплата в сумі 130 карбованців на рік бралась лише за одяг, проживання і харчування. Переважну більшість учнів становили селянські діти, меншу частину — міщанські. Серед учнів значну частину становили степендіати таких установ, як Головне управління землеустрою і землеробства, Херсонське губернське земство, Єлизаветградське, Одеське і Ананьївське повітові земства. Для здібних учнів Радою училища призначались державні степендії. Також присуджувалась степендія імені Й. П. Скаржинського для найталановитіших учнів.
При училищі розвивались різні галузі сільського господарства: садівництво, городництво, тваринництво.

## Занепад
З початком Першої світової війни багато талановитих учнів були призвані до війська, а Скаржинські, які приділяли постійну увагу розвитку училища, емігрували до Італії.
Після Жовтневого перевороту і подальшої радянсько-української війни значна частина матеріальної і виробничої бази училища була розграбована і знищена.